# Municipio de Manito
El municipio de Manito (en inglés: Manito Township) es un municipio ubicado en el condado de Mason en el estado estadounidense de Illinois. En el año 2010 tenía una población de 2466 habitantes y una densidad poblacional de 21,75 personas por km².

## Geografía
Según la Oficina del Censo de los Estados Unidos, el municipio tiene una superficie total de 113.37 km², de la cual 113,37 km² corresponden a tierra firme y (0 %) 0 km² es agua.

## Demografía
Según el censo de 2010, había 2466 personas residiendo en el municipio de Manito. La densidad de población era de 21,75 hab./km². De los 2466 habitantes, el municipio de Manito estaba compuesto por el 97,69 % blancos, el 0,24 % eran afroamericanos, el 0,28 % eran amerindios, el 0,57 % eran asiáticos, el 0,08 % eran de otras razas y el 1,14 % eran de una mezcla de razas. Del total de la población el 1,01 % eran hispanos o latinos de cualquier raza.